# Ideal Toy Company
Ideal Toy Company foi uma fabricante de brinquedos norte-americana. Foi fundada como Ideal Novelty and Toy Company em Nova York em 1907 por Morris e Rose Michtom depois de terem inventado o urso de pelúcia em 1903. A companhia mudou seu nome para Ideal Toy Company em 1938. Em 1982, a empresa foi vendida para a CBS Toy Company, que fechou. Algumas marcas e brinquedos foram continuados por outras empresas, notadamente o cubo mágico.